# Маклаклин, Одри
Одри Маклаклин (англ. Audrey McLaughlin) — глава Новой демократической партии Канады в 1989—1995 годы, член парламента Канады в 1987—1997 годы.

## Биография
Одри Маклаклин получила заочный диплом бакалавра в Университете Западной Онтарио. В это же время она с мужем занималась разведением норки на ферме севернее Лондона. В 1964—1967 году она обучалась в частном колледже в Гане, а затем поступила в Торонтский университет, где получила степень MA. После этого Маклаклин стала социальным работником в Metropolitan Toronto Children’s Aid Society. В 1975 году она стала исполнительным директором Canadian Mental Health Association.
В 1979 году Маклаклин переехала в Уайтхорс, где продолжила работать в социальной сфере. В 1987 году на перевыборах в Уайтхорсе она стала депутатом Палаты общин Канады. После выборов 1988 года она стала главой фракции, а 2 декабря 1989 года в Виннипеге она была выбрана главой Новой демократической партии, став первой женщиной — лидером политической партии в Канаде. На выборах 1993 года партия потеряла свой статус в парламенте, хотя сама Маклаклин сохранила свой депутатский мандат. В 1984 году она объявила, что уходит из политики, как только будет выбран новый глава партии. В октябре 1995 года это место заняла Алекса Макдоно.
В 1996 году Маклаклин стала президентом организации «Женщины Социалистического интернационала» (Socialist International Women). В 2000 году Маклаклин работала в Косово, помогая женщинам-кандидатам на местных выборах.
14 мая 2004 года Одри Маклаклин стала офицером Ордена Канады. В представлении сказано, что Одри Маклаклин, будучи депутатом Палаты общин Канады, защищала интересы севера и социальную справедливость, а уйдя из большой политики, продолжала заниматься развитием идеи мира и демократии.